# ماتئوس هنریکه دو کارمو لوپز
ماتئوس هنریکه دو کارمو لوپز (به پرتغالی: Matheus Henrique do Carmo Lopes) مدافع اهل برزیل است که در شهر سته لاگوآس و در تاریخ ۸ مارس ۱۹۸۵ به دنیا آمده‌است.
ماتئوس هنریکه دو کارمو لوپز در تیم‌های فوتبال Ipatinga سابقهٔ حضور دارد.